# Три толстяка (мультфильм)
«Три толстяка» — советский рисованный мультипликационный фильм 1963 года, который создали Валентина и Зинаида Брумберг.

## Сюжет
По одноимённой сказке советского писателя Юрия Олеши о стране, где правили жестокие Толстяки, которых сверг народ под руководством цирковых артистов Тибула и Суок, доктора Гаспара, оружейника Просперо и их друзей.

## Создатели
| Сценарий                  | Виктор Шкловский |
| Режиссёры                 | Валентина Брумберг и Зинаида Брумберг                                                                                              |
| Художники-постановщики    | Лана Азарх, Валентин Лалаянц |
| Композитор                | Александр Варламов |
| Оператор                  | Елена Петрова |
| Звукооператор             | Николай Прилуцкий |
| Художники-мультипликаторы | Игорь Подгорский, Марина Восканьянц, Олег Сафронов, Виталий Бобров, Анатолий Солин, Юрий Бабичук, Елена Вершинина, Эльвира Маслова |
| Художник-декоратор        | Ирина Троянова |
| Монтажёр                  | Нина Майорова |

## Роли озвучивали
- Доктор Гаспар — Лев Свердлин
- Суок — Надежда Румянцева
- Наследник Тутти — Мария Виноградова
- Тётушка Ганимед — Татьяна Пельтцер (в титрах указана как Е. Пельтцер)
- Просперо — Олег Ефремов
- Тибул — Алексей Консовский
- Три толстяка — Андрей Тутышкин
- Продавец воздушных шариков, Раздватрис[источник не указан 242 дня] — Георгий Вицин (в титрах не указан)
- один из поварят — Клара Румянова (в титрах не указана)
- попугай — Юрий Хржановский (в титрах не указан)
- Текст читает — Яков Смоленский